# 張德輝家族
張德輝家族，始興於1880年代，是戰前時期的香港歐亞混血兒家族，香港望族之一。

## 家族特色
家族中之各種特色：
- 香港歐亞混血兒家族
- 以華人家族自居，家族籍貫跟隨母系的廣東寶安
- 與何東家族有三段姻親關係：
  - 張靜蓉＝何啟東
  - 張沛階＝何寶姿
  - 張瑞寧＝何季君

## 興起方法
家族中各人之興起歷程：
- 張德輝的興起歷程：先任職中國廣東及上海海關，子女接受西式教育
- 張沛階的興起歷程：先後輔助何東家族生意，營商致富

## 家族成員
家族的家族成員：
- Lane
  - 張德輝＝楊氏
    - 張靜蓉（Clara Cheung）＝何啟東
      - 何錦姿（Victoria）＝羅文錦[1]
        - 羅佩筠（Gwendolin）
        - 羅德權（Wilbur，早夭）
        - 羅佩堯（Phoebe）＝Howard Brown
        - 羅佩堅（Vera）＝許賢根
        - 羅佩賢（Rita）＝邱建江（Rudy Khoo）
        - 羅德丞＝Tamara Federova（離婚）、張慧瑜[2]
          - 羅克平
          - 羅信優
          - 羅國倫
          - 羅孔君

      - 何世勤（Henry）
      - 何慧姿（Daisy）＝歐陽伯祥（早逝）[3]
      - 何世儉（Edward）＝Mordia O'Shea
        - 何鴻章（Eric）＝佘安妮（Patricia Anne Shea）
          - 麥舜銘（更名何東舜銘）（與何婉琪私生）＝陳復生（離婚）
          - 麥慧玉（與何婉琪私生）
          - 何猷浩(又名:何浩，Michael Eric)＝苗春暉
          - 何猷源(又名:何源，Robert Eric)
          - 何猷威(又名:何威，Eric Shea Kim)
          - 何猷彪(又名:何彪，Sean Eric Mclean)
          - 何猷豹(又名:何豹，Anthony Eric Ryan)＝Wendy Puyat
          - 何美雲(Mara Tegwen)＝Ilyas Tariq Khan
          - Gabrielle Marie＝*** Davidsen
          - Sheridan Patricia＝*** Shea

        - 何鴻憲（Paddy，早夭）
        - 何鴻卿爵士（Joseph）＝Mary McGinley（離婚）、Ann Carlo
        - 何淑君（Toni，獨身）
        - 何勵君 (Mary) ＝Robert Ketterer（離婚）
          - 何猷良（Edward Ketterer）

      - 何嫻姿（Eva，張靜蓉所出，後改名綺華，獨身）
      - 何奇姿（Irene，張靜蓉所出，後改名艾齡）＝鄭湘先（林則徐玄外孫，早逝）
        - 鄭家玉（June，養女）＝Walter Dandliker

      - 何世禮將軍(KMT)（Robert）＝洪奇芬（Hesta Hung）
        - 何鴻毅（Robert）＝ 羅綺文（Greta Lo）
          - 何猷廣（Kevin）＝ Lai Yue Shue Michelle
          - 何猷忠（Robert）＝ 馮愷若（Caroline Pfohl）

        - 何勉君（Min）＝關孝明

      - 何文姿（Jean）＝B·吉廷士（Billy Gittins，淪陷後被擄日本身亡）[4]、賀樂（Serge Hohlov）
        - 吉懿璧（Elizabeth Gittins）
        - 吉約翰（John Gittins）

      - 何堯姿＝（Grace）羅文灝（前夫，早逝）[1]、J·吉廷士（John Gittins）[4]
        - 羅佩嫻（Shirley）＝潘通理（Tony Payne）

      - 何孝姿（Florence）＝楊國璋（K.C. Yeo）
        - 楊允誠（Richard）＝麥儀鳳（Yvonne Metculf）
        - 楊紫簾（Daphne）＝范羅弼（Robert Vallance）
        - 楊紫霞（Wendy）＝麥約翰（John Mack）

    - 張沛階＝何寶姿（Bessy）
      - 張燄綿（Margaret）
        - 秦國洪（過繼子）＝莫梅生

      - 張燄柔（Lily）＝Andrew Mcarthur
      - 張瑞康（Howard）＝Evelyn
        - Irene Cheung＝Jim Archibald
        - Robert Cheung＝Sharon
        - Howard Cheung＝Laura

      - 張瑞寧（James Jospeh）＝何季君

## 註腳
1. 1 2  羅長肇兒女
2. ↑  張祝珊家族成員
3. ↑  歐陽伯祥為張德輝門生
4. 1 2  Gittins family